# Peinaleopolynoe orphanae
Peinaleopolynoe orphanae — вид багатощетинкових червів родини Polynoidae. Описаний у 2020 році.

## Назва
Вид названо на честь доктора Вікторії Орфан за дослідження глибоководних гемосинтетичних екосистем та любов до тварин, які там процвітають.

## Поширення
Вид мешкає на бактеріальних матах поблизу гідротермальних джерел на дні Каліфорнійської затоки у басейні Пескадеро на глибині 3700 м.

## Опис
Тіло овальної форми, завдовжки до 5 см, складається з 21 сегмента. Ротовий апарат складається з 6 або 7 пар присосок. Очі відсутні. Забарвлення блакитне, але можуть бути чорні або темно-червоні особини.